# Wolfgang Kohlhaase
Wolfgang Kohlhaase (Berlino, 13 marzo 1931 – Berlino, 5 ottobre 2022) è stato un regista e sceneggiatore tedesco.
Vinse l'Orso d'oro alla carriera al Festival di Berlino 2010.

## Biografia
Nel 1980, assieme a Konrad Wolf, diresse il film Solo Sunny. La pellicola partecipò al 30º Festival di Berlino, dove Renate Krößner vinse l'Orso d'argento per la migliore attrice
Nel 1985 fu membro della giuria al 35º Festival di Berlino.

## Filmografia parziale
- The Gleiwitz Case (1961)
- Solo Sunny (1980)